# サン・ジョルジョ・モンフェッラート
サン・ジョルジョ・モンフェッラート（伊: San Giorgio Monferrato）は、イタリア共和国ピエモンテ州アレッサンドリア県にある、人口約1,200人の基礎自治体（コムーネ）。

## 地理

### 位置・広がり
| 隣接するコムーネは以下の通り。 - カザーレ・モンフェッラート - オッツァーノ・モンフェッラート - ロジニャーノ・モンフェッラート |

### 地震分類
イタリアの地震リスク階級 (it) では、4 に分類される
。

## 行政

### 分離集落
サン・ジョルジョ・モンフェッラートには、以下の分離集落（フラツィオーネ）がある。
- Cascinotti, Chiabotto

## 姉妹都市
- Saint-Julien、フランス